# Kazimierz Rosinkiewicz
Kazimierz Jan Rosinkiewicz, ps. „Rojan”, „Kazimierz Rojan” (ur. 1865 we Lwowie, zm. 21 czerwca 1940 w Warszawie) – polski pisarz, autor książek dla dzieci i młodzieży.

## Życiorys
Ukończył studia na Uniwersytecie Lwowskim, a następnie służył w armii austriackiej osiągając stopień porucznika. Od czasów uniwersyteckich tworzył, był autorem książek i opowiadań dla dzieci i młodzieży, pod koniec XIX wieku pracował na Politechnice Lwowskiej jako sekretarz. Od 1917 był redaktorem wydawanego w Żytomierzu „Tygodnika Kresowego”, pisał felietony na tematy bieżące. Ponadto skonstruował maszynę składającą i rozbierającą czcionki drukarskie, urządzenie prezentowano w lwowskim Towarzystwie Politechnicznym, a wynalazek został opatentowany w kilku krajach. Był uznawany za pisarza postępowego, propagującego wśród dzieci i młodzieży ideały partnerstwa, przyjaźni i zasad współżycia społecznego. Po II wojnie światowej zmiany ustrojowe w Polsce sprawiły, że twórczość Kazimierza Rosinkiewicza uznano za przestarzałą i nie przystającą do socjalistycznych zasad wychowania młodzieży.
Został pochowany na cmentarzu Bródnowskim w Warszawie (kwatera 65C-3-31).

## Ordery i odznaczenia
- Złoty Krzyż Zasługi (11 listopada 1936)[3]

## Twórczość
- Bohater Cis: Historia psa;
- Czarny krzyż i czarny orzeł: Szkic historyczny w obrazach i portretach;
- Doborowe otoczenie;
- Dusze artystyczne: (Vanitas);
- Fatalna trzynastka: Powieść harcerska;
- Hultaj: Powieść dla mniejszych i większych czytelników;
- Ihak: Mądry osioł: Powieść dla młodzieży;
- Inspektor Mruczek;
- Jutrzenka;
- Maska: Powieść współczesna;
- Muszka;
- Naczelnik narodu Tadeusz Kościuszko;
- Nowa ordynacja wyborcza do sejmu i senatu: Głos w obronie prawdziwej demokracji;
- Piękny Leoś;
- Poczciwiec: Komedia w 1 akcie;
- Przygody lotnika: Powieść dla młodzieży;
- Rogaty djabełek i jego bajki: Powieść;
- Sam: Powieść dla dorastającej młodzieży;
- Stary Ćwirk;
- Szara brać: Powieść dla mniejszych i większych czytelników;
- Tajemnica na dłoni: Głos w sprawie reformy szkoły średniej w Galicyi;
- Tymko Medier: Powieść współczesna;
- W świat;
- Wesoły turniej: Powieść dla młodzieży;
- Złoty sen Lamikai.